# 2015-målene
2015-målene er FNs otte hovedmålsætninger inden
for udviklingsområdet, som blev vedtaget af alle FNs medlemslande i 2000 i den såkaldte Millennium-erklæring. Målsætningerne skulle være opnået senest i 2015.
2015-målene adskiller sig fra tidligere målsætninger på udviklingsområdet ved, at de er klare, tidsbestemte samt ved at der sker en løbende måling af målopfyldelsen. Det er UNDP (FNs udviklingsprogram), der står for den løbende rapportering om status for målopfyldelsen. De otte mål har hver især en række delmål, der beskriver, hvad der skal opnås på verdensplan.

## De otte mål
1. Fattigdom og sult
- Andelen af mennesker, som lever for mindre end én dollar om dagen, skal halveres senest i 2015.
- Andelen af mennesker, som lever med hungersnød, skal halveres senest i 2015.

2. Uddannelse
- Alle børn skal i 2015 have adgang til en grundskoleuddannelse.

3. Ligestilling og kvinders rettigheder
- Der skal være lige adgang for piger og drenge til grundskoleuddannelsen inden 2005 og på alle uddannelsesniveauer inden 2015.

4. Børnedødelighed
- Dødeligheden blandt børn under fem år skal nedbringes med to tredjedele inden 2015.

5. Mødredødelighed
- Dødeligheden blandt mødre og gravide kvinder skal reduceres med tre fjerdedele inden 2015.

6. Sygdomme
- Den stigende udbredelse af HIV/AIDS, malaria og andre sygdomme skal standses inden 2015.

7. Bæredygtig udvikling
- Andelen af mennesker uden adgang til rent drikkevand skal halveres inden 2015.
- Levevilkårene skal inden 2020 væsentligt forbedres for mindst 100 millioner mennesker, der lever i slumområder.

8. Globalt partnerskab for udvikling
- Der skal sikres øget udviklingsbistand, retfærdige handelsregler og gældslettelse for udviklingslandene.